# Vulcanella
Vulcanella é um gênero de esponja marinha da família Pachastrellidae.

## Espécies
- Vulcanella (Annulastrella) Maldonado, 2002
  - Vulcanella annulata (Carter, 1880)
  - Vulcanella ornata (Sollas, 1888)
  - Vulcanella schmidti Maldonado, 2002
  - Vulcanella verrucolosa (Pulitzer-Finali, 1983)
- Vulcanella (Vulcanella) Sollas, 1886
  - Vulcanella aberrans (Maldonado & Uriz, 1996)
  - Vulcanella acanthoxea (Tanita & Hoshino, 1989)
  - Vulcanella armata (Hanitsch, 1895)
  - Vulcanella bifacialis (Wilson, 1925)
  - Vulcanella cribrifera (Sollas, 1888)
  - Vulcanella cribriporosa (Lebwohl, 1914)
  - Vulcanella doederleini (Thiele, 1898)
  - Vulcanella gracilis (Sollas, 1888)
  - Vulcanella horrida (Schmidt, 1870)
  - Vulcanella linaresi (Ferrer-Hernandez, 1914)
  - Vulcanella netheides (Lebwohl, 1914)
  - Vulcanella orthotriaena (Lévi & Lévi, 1983)
  - Vulcanella osculanigera (Dickinson, 1945)
  - Vulcanella porosa (Lebwohl, 1914)
  - Vulcanella theneides (Burton, 1959)
  - Vulcanella tricornis (Wilson, 1904)